# 沙特阿拉伯經濟
沙特阿拉伯經濟的規模是阿拉伯世界當中最大的。沙特阿拉伯屬於二十國集團成員，也躋身於全球20大經濟體行列。沙特經濟以石油為基礎，擁有全球第二大已知石油儲備，是世界上最大的石油出口國，同時擁有全球第五大已知天然氣蘊藏量，自然資源量位列全球第二，總值34.4萬億美元。
2016年沙特政府公布《沙特阿拉伯2030年願景》，減少對石油的依賴，增加經濟資源的種類。

## 經濟槪況
沙特擁有全球第二大石油儲備，是最大的石油出口國和第二大石油產國。根據沙特官方數字，已知石油儲備估計2,600億桶（41立方公里），佔全球總量四分之一左右。該國石油豐富、受壓且接近地面，因此開採過程較其他地方便宜和有利可圖。石油業佔該國87%預算收入、90%出口收入和42%國內生產總值，大部分由國營沙特阿拉伯國家石油公司（簡稱沙特阿美）管理。
沙特的國內生產總值中，四成來自私營機構，2013年估計外籍勞工約750萬名，在石油和服務業發揮重要的經濟作用。政府多年一直鼓勵私營機構增長，減輕對石油的依賴，也為增長人口提供就業機會。在過去數十年，政府允許私營機構和外國投資者參與發電、電訊等行業，並在2005年加入世界貿易組織。2000年代油價高企，沙特錄得預算盈餘，大幅提高在職培訓、教育、基礎設施建設和公務員薪金的支出。
沙特屬於君主專制政體，國營企業龐大，福利待遇優，其經濟被形容是結合封建效忠制度和現代政治庇護的混合體，沙特國民巧妙在生活各個領域層面上應用個人特權、偏袒、義務和人際聯繫等謀略。同樣地，該國任命的王子各有不同的政治企圖，致使官僚體制的權力中心重疊或出現衝突。
沙特國內生產總值隨油價大幅波動（詳見下表）。
| 年份 | 國內生產總值 （單位︰十億美元，現值） | 人均國內生產總值 （單位︰美元，現值） | 美元兌沙特阿拉伯里亞爾匯率 | 通脹指數 (2000年=100) | 人口 （單位︰百萬） | 人均收入 （以美國的百分率表示） |
| ---- | ------------------------------------- | ------------------------------------- | -------------------------- | --------------------- | ------------------- | ------------------------------- |
| 1970 | 5.3773                                | 921.35                                | 4.50                       |                       | 5.836               |                                 |
| 1975 | 46.7734                               | 6,296.30                              | 3.52                       |                       | 7.429               |                                 |
| 1980 | 164.5417                              | 16,892.36                             | 3.59                       | 95                    | 9.741               | 43.84                           |
| 1985 | 103.8978                              | 7,877.54                              | 3.62                       | 92                    | 13.189              | 49.33                           |
| 1990 | 117.6303                              | 7,204.73                              | 3.74                       | 91                    | 16.326              | 33.13                           |
| 1995 | 143.3430                              | 7,650.74                              | 3.74                       | 101                   | 18.736              | 28.29                           |
| 2000 | 189.5149                              | 9,126.95                              | 3.74                       | 100                   | 20.764              | 26.50                           |
| 2005 | 328.4596                              | 13,739.83                             | 3.74                       | 100                   | 23.906              | 32.53                           |
| 2010 | 528.2072                              | 19,259.59                             | 3.75                       |                       | 27.426              |                                 |
| 2015 | 654.2699                              | 20,732.86                             | 3.75                       |                       | 31.557              |                                 |
| 2017 | 683.8271                              | 20,760.91                             |                            |                       | 32.938              |                                 |

市場價格（页面存档备份，存于）由國際貨幣基金和其他來源估算，數字以百萬沙特里亞爾為單位。2009年平均工資為每小時14.74美元。

## 數據
下表載列1980至2017年間的主要經濟指標。通脹率低於2%標為綠色。
| 年份 | 國內生產總值 （單位︰十億美元，購買力平價） | 人均國內生產總值 （單位︰美元，購買力平價） | 國內生產總值增長率 （實際） | 通脹率 （百分率） | 國債 （以國內生產總值的百分率表示） |
| ---- | ------------------------------------------- | ------------------------------------------- | --------------------------- | ----------------- | ----------------------------------- |
| 1980 | 360.3                                       | 38,665                                      | ▲5.6 %                      | ▲4.4 %            | n/a                                 |
| 1981 | ▲401.6                                      | ▲41,042                                     | ▲1.9 %                      | ▲3.6 %            | n/a                                 |
| 1982 | ▼338.1                                      | ▼32,906                                     | ▼−20.7 %                    | ▲1.9 %            | n/a                                 |
| 1983 | ▼295.1                                      | ▼27,346                                     | ▼−16.1 %                    | ▲0.6 %            | n/a                                 |
| 1984 | ▼291.3                                      | ▼25,710                                     | ▼−4.7 %                     | ▼−0.7 %           | n/a                                 |
| 1985 | ▼271.2                                      | ▼22,793                                     | ▼−9.8 %                     | ▼−2.3 %           | n/a                                 |
| 1986 | ▲323.7                                      | ▲25,912                                     | ▲17.0 %                     | ▼−3.1 %           | n/a                                 |
| 1987 | ▼309.9                                      | ▼23,628                                     | ▼−6.6 %                     | ▼−2.4 %           | n/a                                 |
| 1988 | ▲362.9                                      | ▲26,343                                     | ▲13.1 %                     | ▼−0.4 %           | n/a                                 |
| 1989 | ▲375.1                                      | ▼25,932                                     | ▼−0.5 %                     | ▲1.2 %            | n/a                                 |
| 1990 | ▲448.0                                      | ▲29,500                                     | ▲15.2 %                     | ▼−1.0 %           | n/a                                 |
| 1991 | ▲532.4                                      | ▲33,386                                     | ▲15.0 %                     | ▲3.8 %            | 39.4 %                              |
| 1992 | ▲566.3                                      | ▲33,411                                     | ▲4.0 %                      | ▼−1.0 %           | ▲47.8 %                             |
| 1993 | ▲571.8                                      | ▼33,098                                     | ▼−1.4 %                     | ▲1.3 %            | ▲58.6 %                             |
| 1994 | ▲587.3                                      | ▲33,177                                     | ▲0.6 %                      | ▲1.3 %            | ▲67.9 %                             |
| 1995 | ▲600.8                                      | ▼33,128                                     | ▲0.2 %                      | ▲5.3 %            | ▲74.2 %                             |
| 1996 | ▲627.9                                      | ▲33,792                                     | ▲2.6 %                      | ▲0.3 %            | ▲75.2 %                             |
| 1997 | ▲645.7                                      | ▲33,918                                     | ▲1.1 %                      | ▼−0.3 %           | ▲76.7 %                             |
| 1998 | ▲671.6                                      | ▼34,433                                     | ▲2.9 %                      | ▼−0.4 %           | ▲101.5 %                            |
| 1999 | ▼656.2                                      | ▼32,838                                     | ▼−3.8 %                     | ▼−2.1 %           | ▲103.0 %                            |
| 2000 | ▲708.9                                      | ▲34,624                                     | ▲5.6 %                      | ▼−1.1 %           | ▼86.7 %                             |
| 2001 | ▲716.3                                      | ▼34,146                                     | ▼−1.2 %                     | ▲0.1 %            | ▲93.1 %                             |
| 2002 | ▼706.8                                      | ▼32,885                                     | ▼−2.8 %                     | ▲0.6 %            | ▲96.4 %                             |
| 2003 | ▲801.9                                      | ▲36,416                                     | ▲11.2 %                     | ▲0.6 %            | ▼81.6 %                             |
| 2004 | ▲889.5                                      | ▲39,422                                     | ▲8.0 %                      | ▲0.3 %            | ▼62.9 %                             |
| 2005 | ▲969.3                                      | ▲41,548                                     | ▲5.6 %                      | ▲0.5 %            | ▼37.3 %                             |
| 2006 | ▲1,026.9                                    | ▲42,573                                     | ▲2.8 %                      | ▲1.9 %            | ▼25.8 %                             |
| 2007 | ▲1,073.7                                    | ▲43,050                                     | ▲1.8 %                      | ▲5.0 %            | ▼17.1 %                             |
| 2008 | ▲1,163.2                                    | ▲45,109                                     | ▲6.3 %                      | ▲6.0 %            | ▼12.1 %                             |
| 2009 | ▼1,147.9                                    | ▼43,056                                     | ▼−2.1 %                     | ▲4.2 %            | ▲14.0 %                             |
| 2010 | ▲1,217.3                                    | ▲44,163                                     | ▲4.8 %                      | ▲3.7 %            | ▼8.4 %                              |
| 2011 | ▲1,370.2                                    | ▲48,288                                     | ▲10.3 %                     | ▲3.8 %            | ▼5.4 %                              |
| 2012 | ▲1,471.0                                    | ▲50,384                                     | ▲5.4 %                      | ▲2.9 %            | ▼3.0 %                              |
| 2013 | ▲1,534.7                                    | ▲51,167                                     | ▲2.7 %                      | ▲3.5 %            | ▼2.1 %                              |
| 2014 | ▲1,619.7                                    | ▲52,639                                     | ▲3.7 %                      | ▲2.2 %            | ▼1.6 %                              |
| 2015 | ▲1,704.5                                    | ▲54,956                                     | ▲4.1 %                      | ▲1.3 %            | ▲5.8 %                              |
| 2016 | ▲1,755.1                                    | ▲55,292                                     | ▲1.7 %                      | ▲2.0 %            | ▲13.1 %                             |
| 2017 | ▲1,773.6                                    | ▼54,777                                     | ▼−0.7 %                     | ▼−0.8 %           | ▲17.3 %                             |

## 歷史
沙特經濟在1930年代以前，一直以自足農業為主。1933年，沙特政府與美國石油公司標準石油簽署特許經營權協議，一直發展油田，主要由德士古和雪佛龍合伙的阿美石油公司（Aramco）管理。1951年，阿美石油公司在薩法尼亞設立首座離岸油田（Safaniya Oil Field），該國每日石油產量從1951年50萬桶，急升至1954年100萬桶。1951年，阿美石油公司開展營運泛阿拉伯油管（Trans-Arabian Pipeline），該油管把沙特東部地區和地中海連接，繞過約旦、敘利亞和黎巴嫩，油管在1981年停止運作，新油管連接朱拜勒和延布，大幅縮短石油運輸距離。1960年，石油輸出國組織成立，沙特是其中一個創始成員國。1973年第一次石油危機期間，油價從每桶3美元升至接近12美元，沙特經濟增長開始迅速，國內生產總值從1973年150億美元，增至1981年1,840億美元。1980年，沙特政府在逐步購入阿美石油公司的資產後，把該公司國有化。1988年，沙特阿美成立以接管阿美石油公司的責任。
1980年油價攀升，工業化國家出現經濟衰退，加上使用石油更有效率，因此石油需求減少，導致石油供應過剩，油價從1980年每桶約36美元，下跌至1986年14美元左右。1980至1981年期間，沙特石油每日產量增加至近1千萬桶(160萬立方米)，其後於1985年下跌至每天約200萬桶(32萬立方米)。預算出現赤字，政府減少外匯資產。鑑於石油供應過剩和產量下降的壓力，沙特在1985年對石油輸出國組織成員國實施更嚴格的生產配額。
1993年6月，沙特阿美吞併國營煉銷公司（SAMAREC），成為全球最大的綜合石油公司。沙特石油大部分經油輪從波斯灣的拉斯坦努拉和朱艾瑪碼頭出口，餘下通過東西行的輸油管道，運至紅海港口延布。在一項全新的氣體倡議下，美國和歐洲的石油企業對沙特三個地區非伴生天然氣田進行投資開發，在2001年12月與特許經營權者制技術協議，並於2002年開始發展。

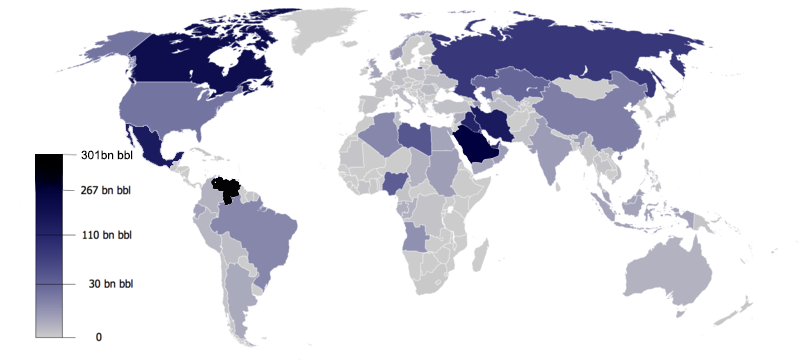
世界石油儲備地圖（石油輸出國組織，2013年）

從1997年底開始，沙特再次面臨低油價的挑戰。東亞經濟危機、厄爾尼諾現象造成西方國家冬季溫暖、非石油輸出國組織增加石油生產等因素，均降低石油需求，油價下跌超過三分之一。
1999年，沙特扮演關鍵的角色，協調石油輸出國組織和其他產油國，經過管理石油的生產和供應量，成功把油格推高至海灣戰爭後的最高水平。同年，沙特設立最高經濟委員會，制定並加強協調經濟發展政策，以加快體制和工業改革。
2005年，沙特在多年談判後加入世界貿易組織（WTO）。

### 外國投資
1980年代中期，沙特閞始允許外資業務。1990年代中期，外資限制再次放寬，投資涉及電信、公用事業和金融服務。2000年，該國允許外商獨資企業。
自2008年起出現大量土地投資，尤其在非洲地區。
2018年6月聯合國貿易和發展會議（UNCTAD）發表報告，沙特2017年外商直接投資總值14億美元，遠低於2012年122億和2016年75億美元，歸咎於外資跨國企業之間借貸減少和分拆項目。2018年首季，淨資金流出佔國內生產總值5%，低於2016年末低於2%水平。Trading Economics網站發表的報告指出，2018年第二季外商直接投資增加8.82億美元。根據沙特阿拉伯投資總局的數據，由於經濟改革，2018年首季對外商投資發放的牌照增加130%。
2019年公布財政預算後，沙特計畫發行1,200億沙特里亞爾（320億美元）債券，填補1,310億沙特里亞爾赤字，佔國內生產總值4.2%。
2019年1月，沙特發行75億債券， 在石油收入減少後轉向國際債務，該國在2年半內發行600億元，成為全球最大的借貸國之一。

### 多樣化和未來計畫
政府努力分配石油收入，把經濟從相對不發達、以石油為基礎，發展成現代化工業國家，同時維護伊斯蘭教的傳統價值觀和習俗。該國經濟迅速發展，但低於經濟規劃的目標。石油財富為大部分沙特人提高生活水平，但人口顯著增長，削弱政府投資改善生活水平的能力。沙特的工業和農業重要性增加，但仍然高度依賴石油收入。沙特大學畢業生的職業技能，與私營部門的職位需求不匹配，是經濟多樣化和發展的主要障礙。沙特有約460萬名外國人就業。
沙特在1970年代的第一個五年發展計劃中，開始把經濟多樣化，減少對石油的依賴，開發基礎石化工業，以石油副產品為原料。沙特在波斯灣的朱拜勒和紅海延布發展漁村，但對經濟影響甚微。
沙特首兩個發展計劃橫跨1970年代，重點發展基礎設施，計劃成效顯著，公路總長度增加三倍，發電量增加28倍，港口吞吐量增加十倍。1980至1985年間的第三個計劃改變重點，基礎設施支出下降，而教育、衛生和社會服務的支出明顯上升。雖然經濟多樣化和擴大產業部門（主要是工業）遜於計劃進度，但兩座工業城市朱拜勒和延布大致落成，利用該國生產的石油和天然氣，生產鋼鐵、石化、化肥和提煉油品。
1985年至1990年間推行第四個發展計劃，基礎設施大致完成，著重教育和培訓領域，鼓勵民營企業，歡迎外商與該國公司成立合資企業。1987年私人機構佔非石油國內生產總值七成，對該國經濟的重要性增加。私人投資集中在貿易和商業方面，而工業、農業、銀行和建造業的投資有所增加，政府為這類投資提供大量資助和獎勵計劃，目標在合資企業中擁有七成至九成的所有權。

1990年至1995年間的第五個發展計劃中，鞏固國家防禦，提高政府社會服務的效率，推動區域發展，重點減低外國勞工數量，為國民提供更多私營機構的工作崗位。
1996年至2000年間的第六個發展計劃中，在不削減政府服務的前提下降低成本，擴展教育培訓計劃，發展多樣化經濟，重點發展工業和農業等私人機構，以減低對石油業的依賴，並繼續支持本地人口就業。
2000年至2004年間的第七個發展計劃中，對經濟多樣化更著重，增加私營機構的重要性。2000年至2004年期間，沙特政府的國內生產總值目標為每年平均增長3.16%，其中私營機構和非石油業分別增長5.04%和4.01%。沙特政府亦設下目標，為國民創造817,300個就業機會。
廣告支出因著重增值製造業而創出新高。

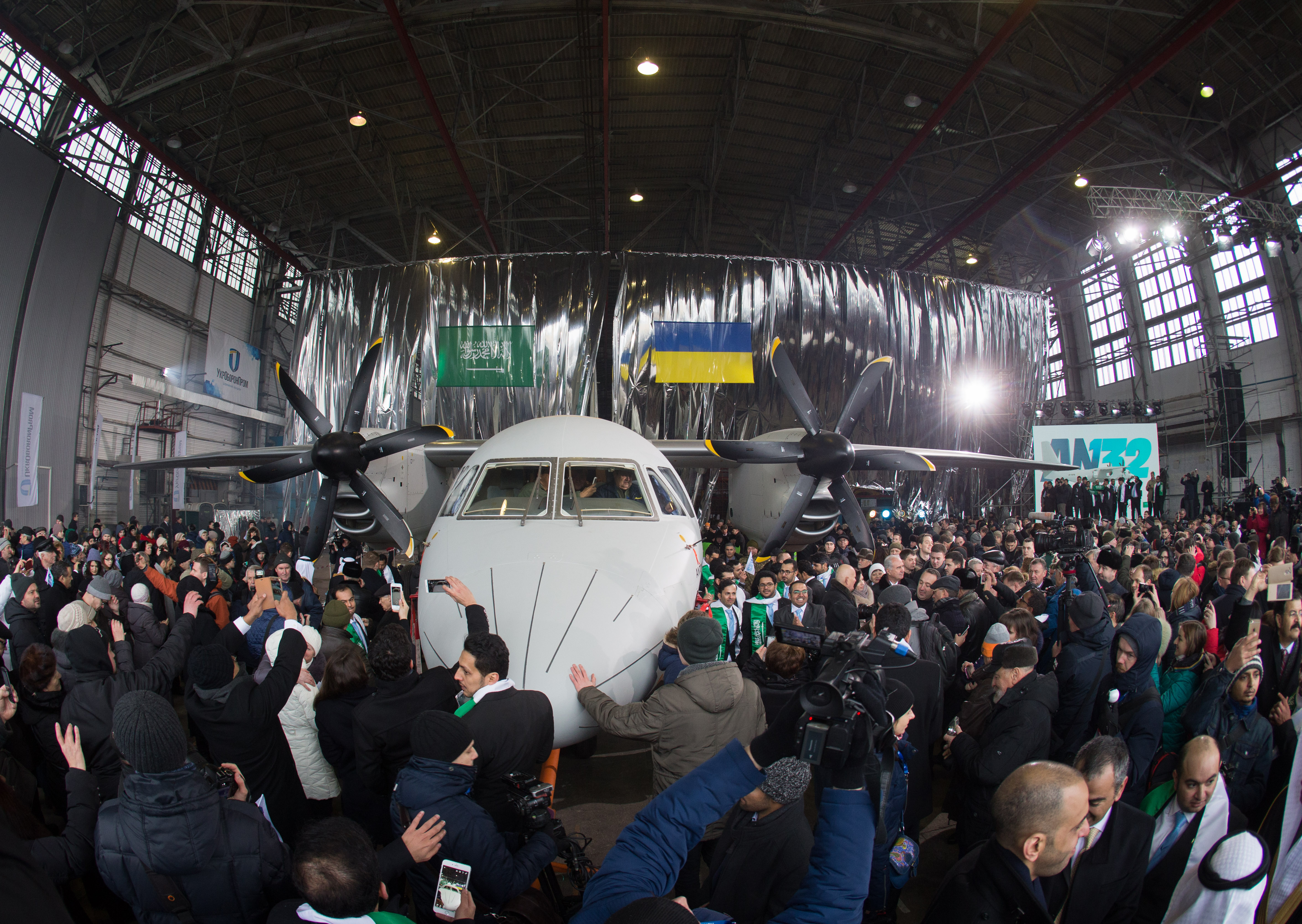
2016年12月烏克蘭基輔Antonov/Taqnia An-132飛機發布儀式

2016年沙特的主要投資國是美國、阿聯酋、法國、新加坡、科威特和馬來西亞，投資於化學工業、房地產、旅遊業、化石燃料、汽車和機械工業。
沙特與中國和其他公司簽署煉廠合約，作為該國經濟多樣化計畫的一部分。
沙特於2005年加入世界貿易組織（WTO）後，外國投資總體環境出現改善，原因包括經濟穩定、擁有全球最大的石油儲備、支出龐大、良好的基礎設施、強化融資系統、良好的銀行體系。此後，沙特信守對世貿組織的承諾，一直推動與貿易相關的政策和立法。隨著《沙特阿拉伯2030年願景》的發布，沙特大力鼓勵外國投資，以實現經濟多樣化。

### 未來計畫
沙特宣布計畫投資全球三個最大型和具雄心的石化項目，總值約460億美元，其中拉斯坦努拉綜合煉油廠和石化項目270億美元，朱拜勒工業城的石化工廠90億美元，拉比格煉油廠升級項目100億美元，將聘請超過15萬名技術員和工程師全天候工作。拉斯坦努拉綜合煉油廠和石化項目在2015年至2016年落成後，將成為全球最大的同類石化設施，每年生產1,100萬噸各種石化和化工產品，如乙烯、丙烯、芳香化合物、聚乙烯、環氧乙烷、氯衍生物和乙二醇。
沙特計劃建設六座經濟城市，如2020年建立阿卜杜拉國王經濟城，以實現經濟多樣化和提供就業，建設成本為600億美元（2013年），預計帶來1500億美元經濟效益，2013年正開發四座城市。
沙特王儲穆罕默德·本·薩勒曼的《沙特阿拉伯2030年願景》中私有化計劃滯後，油價在2015年政府開始考慮該計劃以來上漲一倍。沙特阿美公司首次公開招股延遲，私有化的迫切性明顯下降，國際貨幣基金組織在2018年7月敦促加快進程。
根據多份報告，沙特政府熱衷增加外國投資體系的自由度，在特定情況下向從事批發和零售業的外國投資者提供全數補貼。
沙特商務和投資部預計，人均國內生產總值將從20,700美元，增至2020年33,500美元。
沙特政府在通過《沙特阿拉伯2030年願景》後經進行多項改革，改善金融業的營商環境和進行改革，頒布關於私營機構參與的法律草案以提高透明度，推行改革措施以增加私營機構的人力資源。

## 就業
2008年，外籍人士佔沙特勞動人口中的三分之二，其中私營機構更佔約九成，2014年1月沙特政府聲稱比例已經降低，在私人機構工作的國民人數翻倍至150萬，而該國約有1千萬名在職外籍人士。
官方公布的失業率約12％，路透社則指經濟學家估計勞動年齡人口中，只有三至四成擁有或積極尋找工作，大多數在職國民由政府聘用，國際貨幣基金組織警告政府長遠無力支持龐大工資。
自2000年起，沙特政府宣布一系列計劃，處理沙特化所造成的失衡問題，但國民失業率和外籍勞工數目均持續增長。自2017年初，沙特政府向外籍工人徵費，超過67.7萬外國人離開，人數創下新高，但對降低失業率效果甚微，失業率升至12.9％，創歷史新高。
沙特社會抗拒某類職業，造成就業障礙。無論在員工或顧客的角度，沙特國民完全不能接受從事服務和銷售相關工作。

## 非石油行業
除石油以外，沙特擁有其他天然資源，包括少量礦藏，如金、銀、鐵、銅、鋅、錳、鎢、鉛、硫、磷酸鹽、滑石、長石等。沙特的農業規模細小，主要位於西南部，每年平均降雨量為400毫米（16英寸）。沙特是世界上最大的棗類生產國之一。該國多年來使用淡化海水灌溉小麥，成本非常高昂，計劃在2016年停止。2009年，牲畜數量為740萬頭綿羊、420萬頭山羊、50萬頭駱駝和25萬頭牛。
沙特每年接待約200萬名朝聖者，創造4萬臨時工作崗位（如屠夫、理髮師、旅遊車司機），數目超越石油業，收入約20至30億美元。
2008年沙特開展海外農業投資倡議，在全球購入大片土地，總值數十億美元，包括埃塞俄比亞、印度尼西亞、馬里、塞內加爾、蘇丹等，曾出現掠奪土地導致國家騷動的情況。沙特尋求農業用地，以解決糧食安全問題，與其他工業化國家競爭，包括中國、韓國、印度、波斯灣阿拉伯國家如科威特、卡塔爾、阿聯酋。
2016年，穆罕默德·本·薩勒曼沙特發布《沙特阿拉伯2030年願景》，降低對石油的依賴，實現經濟多樣化，發展衛生、教育、基礎設施、娛樂、旅遊等公共服務行業。

## 房地產
房地產是沙特增長最快的行業之一，在推出房地產投資信託（REITs）市場後，數量顯著增長，但住宅和商業房地產仍然短缺，尚未完全體現發展潛力。有區域專家認為，大多數問題將會隨市場成熟而得到解決。
房地產在沙特的非石油經濟中發揮重要作用。2015年10月15日至2016年9月3日期間，房地產交易額達749.1億美元，其中包括銷售現有單位，但遠低於十年前的交易量2,399.3億美元。房地產最近的推動力，主要來由強勁的本地基本需求，只有小部分來自投機活動。
沙特的土地所有權一般僅限於國民，但在符合其他資格條件也適用，如海合會的國民和公司能在受到限制下擁有某些土地權，其他外國人在符合某些條件下也能擁有房地產的所有權和投資。外國公司需要獲得沙特阿拉伯總投資局（SAGIA）的外國投資許可證，所擁有的房地產必須與房地產開發投資項目相關。外國人需具備正常合法居留身分，加上內政部的許可證，才可擁有土地或物業。
沙特房地產大幅擴展，吸引頂尖房地產諮詢公司開設辦事處，如仲量聯行、萊坊國際、Cluttons。沙特的專業房地產服務需求龐大，吸引區域教育機構（如迪拜房地產學會）提供沙特房地產課程，甚至出版關於該市場的專門書籍。
《沙特阿拉伯2030年願景》中，房地產發揮重要作用，政府對住房和開發土地用途作出重要承諾，指出該國處於戰略位置，利用政府的房地產儲備，將城市黃金地段分配給教育機構、零售和娛樂中心，沿海大片區域專門用於旅遊項目，為工業項目分配適當的土地。
2016年，資本市場管理局引入成立房地產投資信託基金的新規定，把房地產市場向廣泛的投資者開放，投資信託基金代表相關房地產的所有權，分拆單位向公眾出售，並在沙特證券交易所進行買賣。
《沙特阿拉伯2030年願景》中，引入房地產投資信託基金是國家轉型計劃的一部分，其目標是︰
- 房地產佔國內生產總值的比重每年增加5%至10％。[80]
- 支持提供建造150萬套住房所需的私人資本。[80]
- 與私人開發商建立夥伴關係，為政府土地開發住房項目。
- 建立快速許可證和特殊融資方案，鼓勵私營機構投資住房項目。

## 私營機構
沙特的私營機構由數間大企業主導，集中在建築業和房地產業等服務行業，這些公司嚴重依賴政府開支，而政府開支則依賴於石油收入。
2003年至2013年期間，多項主要服務私有化，包括市政供水、電力、電信以及部分教育、醫療保健、交通管制和車禍呈報。阿拉伯新聞專欄作家Abdel Aziz Aluwaisheg指出，幾乎每項私有化機構的表現，均引起消費者的深切關注。

## 貿易

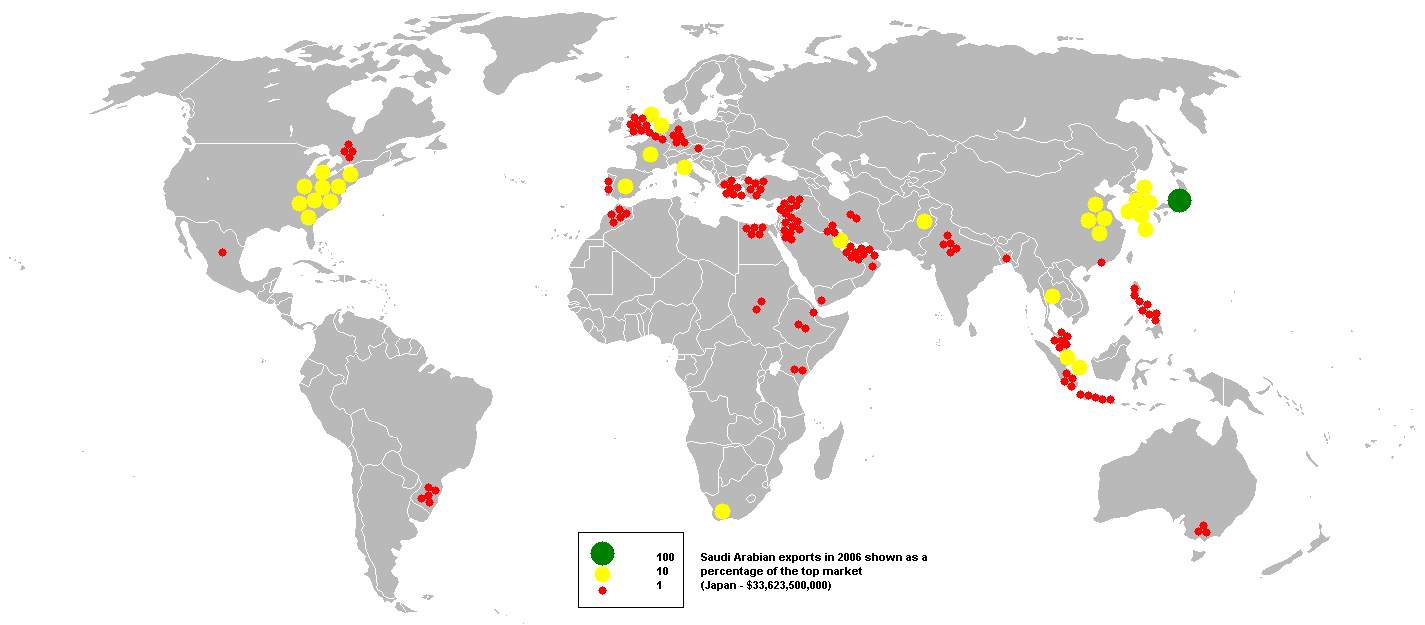
2006年沙特阿拉伯出口

近年沙特尋求加入世界貿易組織，談判集中在該國願意增加外國商品和服務進入市場的程度，以及完全符合世貿責任規定的時間表。2000年4月，沙特投資總局成立，鼓勵外國直接投資。沙特仍然禁止外商投資某些行業，但政府計劃逐步開放一些行業，如電訊、保險和能源傳輸業。2005年11月，沙特正式被批准加入世貿，同年12月11日成為正式成員國。

### 貿易組織名單
- 世界貿易組織（WTO）[89]
- 國際貨幣基金組織（IMF）[90]
- 國際商會（ICC）[91]
- 國際標準化組織（IOS）[92]
- 世界海關組織（WCO）[93]
- 海灣阿拉伯國家合作委員會（GCC）[94]

## 挑戰
沙特經濟面對多項挑戰，其中包括阻止或逆轉人均收入下降，改善教育為青年裝備勞動力和提供就業機會，發展多樣化經濟，刺激私營機構和住房建設，減少腐敗和不平等。聯合國公布的《阿拉伯國家人類發展報告》指出，沙特缺乏個人自由，教育水平低下，政府招聘基於非能力因素，排斥女性，使社會和經濟發展受阻，導致經濟依賴外國勞工。
收入下降
沙特擁有世界上最龐大的石油儲量，但人均收入下跌，估計從1981年石油熱潮的18,000美元高位，下跌至2001年7,000美元。2013年，人均收入低於波斯灣鄰近小國，更低於缺乏石油的巴林。
大多數發達國家的國內生產總值增長率，來自提高生產力、就業人數等投入因素，但沙特國內生產量的最主要因素，卻是石油的價格波動。中東地區記者Karen House指出，沙特的石油儲備逐步枯竭，而沒有其他取代的新儲備。沙特人口在1960至2010年期間增長七倍，汽油價格在政府補貼後低於瓶裝水。沙特的生產量停滯不前，人口數量及國內能源消耗增長，油價升幅低於該增長率，最終導致人均收入下降。
人口
2012年2月，沙特25歲以下人口佔51％左右，人口結構年輕。2013年的國際貨幣基金組織報告指出，2013至2018年期間，海灣國家進入勞動市場的年輕國民多達160萬，其中沙特佔最大份額，但私營機構提供的工作崗位僅約60萬，少於求職者人數的一半。
教育
《經濟學人》雜誌指出，沙特政府過去強逼企業至少把三成工作崗位給予國民，以試圖提高就業率。僱主訴苦指當地年輕人缺乏技能，加上多年的機械式學習和宗教教育，導致他們沒有投入就業市場的準備。其後配額制度取消，由較靈活的系統所取代。
學者David Commins指出，沙特依賴大量外籍工人擔任技術和行政工作的問題，部分原因來自教育體系。獲配龐大預算的教育工作質素低下，原因包括教師缺乏訓練、留職率低、缺乏嚴格標準、科學和技術指導薄弱、過度重視宗教題材。
網站Bayt.com的統計顯出，沙特受訪的專業人士中，有39%認為其居住國的技術人才短缺，高於全球的平均水平28%。
創新
一直以來，沙特不是孕育技術創新的國家。1977年至2010年之間，沙特在美國註冊的專利數量為382，即每年約12項，遠低於同期韓國84,840項和以色列20,620項。2017年，沙特取得664項美國專利及商標局專利，在92個國家中排名23，數量是阿拉伯國家總和的兩倍。沙特計劃增加技術創新以刺激經濟，成立阿卜杜拉國王科技大學。
法律體系
沙特的法律體系以伊斯蘭教法為基礎，來自古蘭經和聖行的詮釋。
作者Frank Vogel在一書中，哀歎沙特的法津決定難以預測，教條神秘且晦澀難懂，商業規範異於世界主流，造成巨大的經濟成本。沙特的文化和政治受伊斯蘭教法學和烏理瑪影響，加上伊斯蘭教法是公共和私人生活的核心，使國王和政府無意解決這個眾所周知的困局。
官僚主義
商業記者（Karen House）批評沙特的官僚制度，指出在沙特創業需在多個政府部門完成繁複的文件和程序，過程牽涉人脈籠絡，在大部分情況下需要聘請無法勝任的家屬。對於任何規模的業務，融資命脈在於政府合約，而非私營競爭，意味著更多的人脈義務。因此只有少數沙特企業能在國外市場沒有保護下生存。
腐敗
維持皇室的耗費，估計為每年約100億美元。2005年，利雅得商會一項調查顯示，77％受訪商家認為只能繞過法律經營業務，情況不斷惡化。
沙特未能解決洗錢和資助國際恐怖主義問題，而遭受嚴厲批評。2018年9月24日，打擊清洗黑錢財務行動特別組織發布報告，指沙特對於涉及大規模或專業洗錢活動的人員，並未有效地作出調查、起訴和沒收犯罪所得。
貧困
沙特生活在貧困線以下的的人口，估計12.7％至25％之間。2013年報導和私人估計，200至400萬名國民每月收入低於貧困線530美元（每天約17美元），反觀《福布斯》雜誌估計阿卜杜拉國王的個人財富為180億美元。
沙特遏制關注或抱怨貧困的言論，在2011年12月阿拉伯之春後數天，記者Feros Boqna和兩名同事Hussam al-Drewesh和Khaled al-Rasheed把主題「我們被欺騙」的10分鐘視頻上傳至YouTube後，遭沙特內政部拘留近兩個星期進行審問，該視頻的製作者聲稱2009年沙特窮人佔22％，而七成人沒有擁有房屋。沙特政府沒有發布貧困數據，因此無法通過聯合國資源庫獲取相關統計數據。研究貧窮問題的觀察員承擔被捕的風險，因此寧願保持匿名。
住屋
沙特國民擁有房產的比例，從2011年三成上升至現時五成，但仍低於國際平均水平的七成。2011年分析員估計，每年需新建50萬套新房以配合人口增長，但截至2014年初，每年數量只有30到40萬。
政府房地產開發基金（REDF）佔房貸總額81%，輪候時間因需求壓抑而長達18年，最高借貸金額50萬沙特里亞爾（折合13.3萬美元），是2012年利雅得小型獨立家平均價格的一半（123萬沙特里亞爾，折合32.8萬美元）。沙特政府進行經濟改革以提高生活水平，2018年8月住房部長Majed Al-Hogail宣布新融資方案，增加現有和新借款人的抵押貸款，以幫助他們的住房融資計劃。
土地成本高昂，是住房成本高昂的重要原因。沙特精英包括皇室人員和其他富翁，遊說政府送贈土地，因此幾乎擁有市區所有土地。地主抬高土地價格，在2011至2013年間上升五成，持有土地作未來發展的地主從價格上漲中獲益。
2013年住房部長建議，向城區空置土地擁有人徵稅，以應對關鍵的囤地問題，但並未提出確切方案。
多樣化
記者凱倫·豪斯（Karen House）指出自1970年以來，沙特的所有五年計劃都要求將經濟多元化，減少對石油的依賴，均成效甚微。
2007年，石油工業以外的製造業，佔沙特國內生產總值10%，就業人數比例低於6％。
私營機構
2018年徵收增值稅5％，導致私營機構停止增長。2018年初，能源、電力和食水價格急劇上漲，消費者支出受壓。政府對外籍工人徵收新稅，出現75萬外國人大規模離職。政府強迫小企業以高於外國工人的工資僱用沙特國民。從大量外國直接投資中獲取資金也不利於政府。沙特的富人害怕觸發政府審查，而不願在國內投資。

## 投資
沙特股票交易所（Tadawul）是該國唯一的股票交易所，金融市場由沙特資本市場管理局（CMA）監管。2005年世界銀行估計，沙特上市公司股票總市值約6,460億美元。

### 營商
世界銀行發表的《2018年營商環境報告》中，沙特排名第92位，較2013年第22位大幅下滑。
2009年《中東經濟文摘》發布中東地區按市值排名最高的100間上市公司，沙特公司佔29間，遠超於其他國家。在過去一年跌出名單的20間公司中，只有三間在沙特股票交易所上市。
大部分行業允許外資全資擁有的有限責任公司，非沙特國民需領取沙特阿拉伯投資總局（SAGIA）的外商投資許可證。

### 公司

#### 沙特阿美
沙特阿拉伯國家石油有限公司（簡稱沙特阿美）是國營的石油和天然氣公司，總部設於宰赫蘭，是非上市公司，《金融時報》估計價值高達10萬億美元，是世界上價值最高的公司。
沙特阿美擁有最大的已探明原油儲量，聲稱超過2,600多億桶（410億立方米），石油日產量也是全球最大。該公司經營世界上最大的烴網絡，名為「氣體治理系統」(Master Gas System)，年產量為34.79億桶（5.53億立方米），管理國內超過100座油氣田，天然氣儲量達284.8萬億標準立方英尺。該公司擁有世界上最大的加瓦爾油田和另一個大型油田謝拜。

#### 沙基工業股份
1976年皇家法令頒布成立沙特阿拉伯基本工業股份有限公司Saudi Arabian Basic Industries Corporation（页面存档备份，存于），生產化學品、聚合物和化肥。2008年，該公司是亞洲市值最高和最賺錢的非石油上市公司、世界上第四大石化公司、2009年財富全球500強排名第186位、全球第二大乙二醇和甲醇生產商、第三大聚乙烯生產商、第四大聚丙烯和聚烯烴生產商。2005年，標準普爾和惠譽國際聲稱，該公司是世界上最大的聚合物生產商，也是波斯灣地區最大的鋼鐵生產商，授予A級企業信用評級。2008年《財富》世界500強的排名中，該公司收入402億、利潤58億和資產724億美元。

#### 沙特阿拉伯礦業公司
沙特阿拉伯礦業公司在1997年3月23日成立，形式為股份有限公司，以促進開發沙特的礦產資源，活躍於黃金業務，近年業務擴張增加運營五座金礦。該公司正從黃金業務，擴展到磷酸鹽、鋁和其他發展項目。自成立以來，該公司通過石油和礦產資源部，與政府和立法者合作制定採礦業的治理監管框架。

#### 信息通信技術
2002年管制放鬆後，沙特的個人電腦行業蓬勃發展，人均個人電腦數目從2002年13％增至2005年近43%，超越西亞其他國家。2004年，電器和電子市場價值估計約35億美元。
在過去十年，沙特的信息通信技術業顯著增長，而增長仍然繼續強勁。2012年該行業開支為940億里亞爾，年增長率13.9％，次年增長14%至1,020億里亞爾。
2001年電子商務市場價值估計超過10億美元。

## 外部連結
- 《世界概况》上有关沙特阿拉伯的条目
- 中的“沙特經濟發展”
- Saudi Arabia Export, Import, Trade Balance（页面存档备份，存于）